# Alicia O'Shea Petersen
Alicia Teresa Jane O'Shea Petersen (2 de julio de 1862 – 22 de enero de 1923) fue una reformista social y sufragista de Tasmania.

## Biografía
O'Shea Petersen nació en Tasmania, hija de Hugh y Jane (Wood) McShane. Se interesó por los derechos laborales y de las mujeres como resultado de su propio trabajo en talleres de explotación. También fue influenciada por su primo John Earle, quien fundó la Liga Política de los Trabajadores y se convirtió en la primera Premier Laboral de Tasmania en 1909.

## Carrera
Fue la primera mujer en presentarse como candidata política en Tasmania, impugnando la sede federal de Denison en 1913 como independiente. En 1922, cuando las mujeres fueron elegibles para presentarse a la Cámara de la Asamblea de Tasmania, ella era una candidata política en Denison, nuevamente como independiente. 
Como vicepresidenta de la Asociación de Salud de la Mujer, Petersen fue instigadora tanto del trabajo de bienestar infantil como de la enfermería forestal en Tasmania. Estuvo en el ejecutivo del Consejo Nacional de Mujeres y el consejo de Tasmania de la Asociación Educativa de los Trabajadores hasta su muerte.

## Vida privada
Estuvo dos veces casada. El 28 de mayo de 1884, se casó con el viudo Patrick Robert O'Shea en la Iglesia de San José, Hobart. Después de una larga enfermedad, él murió en marzo de 1886 a los 39 años. Luego se casó con un inversionista minero llamado William Petersen en su casa, Wilmott Terrace, Hobart, el 16 de diciembre de 1891. Su segundo esposo falleció en 1912.
Petersen murió el 22 de enero de 1923 en su casa, Wilmott Terrace, 18 Harrington Street, Hobart.